# 혈수천
혈수천은 경상남도 양산시 소주동 천성산의 혈수폭포에서 발원하여 양산시 소주동의 회야강으로 흘러드는 강이다. 2006년 혈수천의 계곡물이 마르자 환경단체에서 경부고속선 천성산터널 공사의 영향이라고 소송을 제기하였으나, 패소하였다.